# Georg Mylius (Theologe, 1567)
Georg Mylius (auch: Möller; * 22. Mai 1567 in Heiligenbeil; † 1. März 1626 in Königsberg) war ein deutscher lutherischer Theologe.

## Leben
Mylius war der Sohn des Ratsherrn Peter Möller und dessen Frau Rosina. Er hatte die Schule seiner Heimatstadt besucht und ein Studium an der Universität Königsberg begonnen. 1592 wurde er Subinspektor und Unterlehrer am Pädagogium und erwarb 1594 den akademischen Grad eines Magisters der philosophischen Wissenschaften an der Königsberger Hochschule. 1595 übernahm er als Archipädagoge die Leitung des dortigen Pädagogiums. Dabei hatte er sich so viel Anerkennung erworben, dass er 1598 als ordentlicher Professor der hebräischen Sprache an die Königsberger Universität berufen wurde. 1606 wurde er zum Beisitzer am Königsberger Konsistorium, 1609 Diakon am Dom in Kneiphof und am 20. November 1613 daselbst Pfarrer.
Nachdem er seine hebräische Professur niedergelegt hatte, wurde er 1614 zweiter ordentlicher Professor der Theologie in Königsberg, erwarb als erster in Königsberg als Lizenziat der Theologie am 26. Januar 1624 einen höheren akademischen Grad, verstarb aber nach kurzem Wirken in diesem Amt. 
Mylius war als Vertreter der philosophischen Fakultät im Sommersemester 1609 und als Vertreter der theologischen Fakultät in den Wintersemestern 1615/16, 1619/20 sowie 1624/25 Rektor der Albertina.

## Familie
Mylius war seit dem 6. September 1596 mit Agnes (geborene Iris), der Tochter des Königsberger Professors Andreas Iris verheiratet. Aus der Ehe gingen neun Kinder hervor:
- Andreas Mylius (* 23. Juli 1597; † 8. September 1597)
- Gertrud Mylius (* 1600; † 21. November 1658) hatte sich am 23. Oktober 1617 mit dem Diakon der Königsberger Altstadt Mag. Friedrich Funck verheiratet († 5. Juni 1624)
- Justina Mylius (* 15. September 1601; † 28. August 1602 an der Pest)
- Agnes (* 1603; † 1641) verh. 1624 mit dem Pfarrer in Rossgartens Georg Weissel (* 1590; † 1. August 1635)
- Andreas Mylius (1606–1649)
- Sophia Mylius verh. mit dem Hofprediger in Kurland D. Daniel Hafftstein
- Justina Mylius verh. 16. November 1626 mit dem Rektor der Königsberger Domschule Johann Babatius (* 16. Juli 1595; † 3. März 1640)
- Sohn NN. † vor 1640
- Georg Mylius (1613–1640)

## Werke
- Predigten auf Es. LIV. 8. XLI. 10 und s. Psalm CIII.
- Disp. De Criticis et Philologicis etc.
- Disp. De natura et constitione Logicae Aristotelicae.
- Disp. De script. Fassicientia et perfectione.
- Disp. de lapsu primorum parentum.
- Disp. De natura Theologiae et methodica locorum theology. Distribution.
- Disp. De universalitate lytri Jesu Christi.